# Wilhelm Edelmann
Wilhelm „Witschi“ Edelmann (* 9. Februar 1931 in Weßling; † 20. August 2010 in Tutzing) war ein deutscher Eishockeytorwart, der auch als Eishockeyschiedsrichter aktiv war.

## Karriere
Edelmann spielte auf der Position des Eishockeytorhüters zusammen mit seinem Bruder Anton „Toni“ Edelmann zuerst beim SC Weßling und für die Spielgemeinschaft Weßling-Starnberg in der Eishockey-Bundesliga, bevor er 1959 zum EC Bad Tölz wechselte und dort in der Saison 1961/62 deutscher Meister wurde. International spielte er für die deutsche Eishockeynationalmannschaft bei den Eishockey-Weltmeisterschaften 1961 und 1962.
Neben seiner Karriere als Torhüter war Wilhelm Edelmann als Schiedsrichter aktiv und kam international bei der Eishockey-Weltmeisterschaft 1957 in Moskau zum Einsatz. Neben seiner sportlichen Karriere war Wilhelm Edelmann 40 Jahre lang der Inhaber eines Getränkemarkts in Weßling.